# Punta Sarzosa
Punta Sarzosa (spanisch, in Argentinien Punta Carbone) ist eine Landspitze am nördlichen Ende der Nansen-Insel in der Wilhelmina Bay vor der Danco-Küste des Grahamlands auf der Antarktischen Halbinsel.
Chilenische Wissenschaftler benannten sie nach Julio Sarzosa Lorens, Besatzungsmitglied des Schiffs Baquedano bei der 10. Chilenischen Antarktisexpedition (1955–1956). Der Hintergrund der argentinischen Benennung ist nicht überliefert.